# シャルル4世・ダンジュー
シャルル4世・ダンジュー（Charles IV d'Anjou, 1414年10月14日 - 1472年4月10日）は、メーヌ伯（1441年 - 1472年）、ギーズ伯（1444年 - 1472年）。シャルル・デュ・メーヌ（Charles du Maine）とも。アンジュー公ルイ2世・ダンジューとヨランド・ダラゴンの三男で兄にルイ3世・ダンジュー、ルネ・ダンジュー、姉にフランス王シャルル7世の王妃マリー・ダンジューがいる。

## 生涯
次兄ルネからメーヌ伯を譲られ、2度目の結婚によってギーズ伯位を得た。
1433年に母と親しいフランス王国大元帥アルテュール・ド・リッシュモンの画策でシャルル7世の寵臣ジョルジュ・ド・ラ・トレモイユが失脚すると、その後釜に置かれた。シャルル7世の義弟ということで国王の信頼を得たが、リッシュモンとも信頼関係を築き、宮廷は彼らを中心とした勢力で固められていった。
リッシュモンが進める軍事改革に賛成を示し、彼が推し進め1439年に発布された貴族の軍隊招集と課税禁止の勅令を支持している。しかし反面、勅令に反対するブルボン公シャルル1世から敵視され、宮廷がシャルル4世とリッシュモンの派閥で占められブルボン派が排斥されたこともあり、1440年にプラグリーの乱が勃発する原因になった。反乱は鎮圧され、ブルボン派を軍事ポストに登用、アンジュー派が宮廷の官職を確保する妥協点が見いだされ両者の対立は終息した。
シャルル4世はブルゴーニュ公フィリップ3世（善良公）に捕らえられていた兄に代わりアンジューの経営に努め、1436年にリッシュモンおよび兄のブルターニュ公ジャン5世とフランス・ブルターニュの同盟とジル・ド・レの所領問題を協議、1444年にメスの反乱平定へ向かったシャルル7世に同行している。また、リッシュモンとの関係強化のため、後妻の姉妹に当たるカトリーヌを彼の3番目の妻に迎えさせている。
1472年に57歳で死去、後を息子のシャルル5世が継いだ。

## 子女
1434年、コベッラ・ルッフォと結婚し、一男をもうけた。
- ジャン・ルイ - 早世

1443年、サン＝ポル伯ピエール1世の娘イザベル・ド・サン＝ポルと結婚し、以下の子女をもうけた。
- ルイーズ（1445年 - 1477年） - ヌムール公ジャック・ダルマニャックと結婚
- シャルル5世（1446年 - 1481年）